# Saint-Martin-de-Belleville
Saint-Martin-de-Belleville tkorábbi község (település) Franciaországban, Savoie megyében. 2016. január 1-jén Villarlurin községgel egyesült és Les Belleville új község része lett.
Lakosainak száma 2640 fő (2018. január 1.). Saint-Martin-de-Belleville Fontaine-le-Puits, Villarlurin, Les Allues, Modane, Orelle, Saint-Michel-de-Maurienne, Saint-Martin-de-la-Porte, Saint-Julien-Mont-Denis, Hermillon és Saint-Jean-de-Belleville községekkel határos.

## Népesség
A település népessége az elmúlt években az alábbi módon változott:
| Lakosok száma | 1153 | 1253 | 1664 | 2341 | 2532 | 2653 | 2639 | 3023 | 2633 | 2640 |
|               | 1962 | 1968 | 1975 | 1990 | 1999 | 2008 | 2013 | 2016 | 2017 | 2018 |